# Људи из скамије
„Људи из скамије“ су збирка прича српске књижевнице Милице Јанковић у издању Српске књижевне задруге из 1937. године. Уједно је и њена последња књига објављена за живота.
Збирка садржи петнаест приповедака: „Први дан”, „Скандинавско полуострво”, „У природи”, „Гинине очи”, „Најгори разред”, „Одговор на писмо”, „Лав”, „Моји пријатељи”, „Попрсје”, „Песник”, „Цвећарница”, „Нина Васиљевна”, „Зидари”, „Утеха” и „Другови”. Један део приповедака тематски је везан за одрастање девојчица и похађања Више женске школе. Ондашња књижевна критика је топло дочекала збирку. Књижевни критичар С. Жупић је о збирци истакао да књижевница и у овој збирци прилази стварима: „прво извана, али онда улази у њих, у њихову срж и често узгред казује ствари, које подсећају на праве инспирације, на тајне дубине људске душе до којих не стиже свачије око, на проницљивост свијесне видовитости”.